# Гровер (Вайомінг)
Гровер (англ. Grover) — переписна місцевість (CDP) в США, в окрузі Лінкольн штату Вайомінг. Населення — 481 особа (2020).

## Географія
Гровер розташований за координатами 42°47′41″ пн. ш. 110°55′46″ зх. д. / 42.79472° пн. ш. 110.92944° зх. д. (42.794694, -110.929527).  За даними Бюро перепису населення США в 2010 році переписна місцевість мала площу 2,22 км², уся площа — суходіл.

## Демографія
Згідно з переписом 2010 року, у переписній місцевості мешкало 147 осіб у 52 домогосподарствах у складі 43 родин. Густота населення становила 66 осіб/км².  Було 63 помешкання (28/км²).
Расовий склад населення:
| - 98,6 % — білих - 1,4 % — азіатів |

До двох чи більше рас належало 0,0 %. Частка іспаномовних становила 0,0 % від усіх жителів.
За віковим діапазоном населення розподілялося таким чином: 27,9 % — особи молодші 18 років, 59,9 % — особи у віці 18—64 років, 12,2 % — особи у віці 65 років та старші. Медіана віку мешканця становила 36,2 року. На 100 осіб жіночої статі у переписній місцевості припадало 113,0 чоловіків;  на 100 жінок у віці від 18 років та старших — 125,5 чоловіків також старших 18 років.
Середній дохід на одне домашнє господарство  становив 109 875 доларів США (медіана — 83 239), а середній дохід на одну сім'ю — 109 875 доларів (медіана — 83 239). 
Цивільне працевлаштоване населення становило 109 осіб. Основні галузі зайнятості: фінанси, страхування та нерухомість — 20,2 %, публічна адміністрація — 18,3 %, освіта, охорона здоров'я та соціальна допомога — 16,5 %, роздрібна торгівля — 15,6 %.